# Йосиф Парапанов
Йосиф Спасов Парапанов е български революционер, деец на Вътрешната македоно-одринска революционна организация.

## Биография
Йосиф Парапанов е роден през 1873 година във валовищкото село Крушево, тогава в Османската империя. Присъединява се към ВМОРО в 1903 година и действа като легален деец и куриер до 1908 година. Арестуван е от властите и изтезаван. В 1912 година става четник при Александър Буйнов и взима участие в сражения при Цървища, Демирхисарско, а после продължава към Айватово, Солунско. Оттам отстъпва заедно с българската войска.
На 18 април 1943 година, като жител на София, подава молба за народна пенсия, която е одобрена и отпусната от Министерския съвет на Царство България.